# 岩崎和子
岩崎 和子（いわさき かずこ、1951年5月18日 - ）は、日本の元女優。本名同じ。
東京都出身。精華学園女子高等学校卒業。

## 人物
高校時代、電車に乗車中スカウトされて芸能界入りする。雑誌モデルやCM出演を経て、1969年に松竹の契約女優となる。
1970年、NET系のワイドショー『アフタヌーンショー』に、医学博士の中谷義雄による電気療法コーナーのアシスタントとして出演。同年、朝日放送のテレビドラマ『だまって坐れ』にレギュラー出演。当時のインタビューでは「共演者が気を遣って教えてくれるので恵まれていると思います」と述べている。本作終了後は、『あまくちからくち』『帰ってきたウルトラマン』などのテレビドラマに出演。
1972年、フジテレビのテレビドラマ『剣道一本!』に女剣士・早乙女光役でレギュラー出演。本作出演にあたって剣道の特訓を受けており、当時のプロフィールでは「つらかった。でも腕が太くなる代わりに身体が痩せるといわれて張り切りました」と述べている。
趣味は、ボウリング。1970年代後半以降の活動は確認されていない。

## 出演

### テレビドラマ
- だまって坐れ（1970年 - 1971年、ABC） - 小林由佳[4]
- 二人の世界（1970年 - 1971年、TBS）
- 千葉周作 剣道まっしぐら 第12話「周作よ剣にきけ！」（1971年、TBS）- かおる
- あまくちからくち（1971年 - 1972年、NHK） - 伏見見代子
- たんとんとん（1971年、TBS） - 夏川朝子
- ウルトラシリーズ（TBS） - 村野ルミ子
  - 帰ってきたウルトラマン 第38話「ウルトラの星 光る時」 - 第51話「ウルトラ5つの誓い」（1971年 - 1972年）
  - ウルトラマンA 第10話「決戦!エース対郷秀樹」（1972年）
- 剣道一本!（1972年、CX） - 早乙女光
- 走れ!ケー100 第19話「牛乳運んでピポピポピ」（1973年、TBS） - アンヌ
- 戦国ロックはぐれ牙 第2話「分銅金に死を賭けろ」（1973年、CX）
- 妻は告白する（1974年、TBS）

### 映画
※ すべて松竹作品。
- 祭りだお化けだ全員集合!!（1972年）
- 快感旅行（1972年）
- 同棲時代 −今日子と次郎−（1973年）
- 必殺仕掛人（1973年） - 美代
- 愛ってなんだろ（1973年） - 悦子
- 必殺仕掛人 梅安蟻地獄（1973年） - みつ

### その他のテレビ番組
- アフタヌーンショー（1970年、NET） - アシスタント

### CM
- 北越銀行 (1969年 - 1973年)
- カルピス (1970年)
- 出光興産 (1974年)
- 東京ガス (1974年)